# 5302 Romanoserra
5302 Romanoserra este un asteroid din centura principală de asteroizi.

## Descriere
5302 Romanoserra este un asteroid din centura principală de asteroizi. A fost descoperit pe 18 decembrie 1976 la Observatorul de Astrofizică din Crimeea de Nikolai Cernîh. El prezintă o orbită caracterizată de o semiaxă mare de 2,33 ua, o excentricitate de 0,04 și o înclinație de 2,1° în raport cu ecliptica.